# Рајко Томовић
Рајко Томовић (Баја, 1. новембар 1919 — Београд, 30. мај 2001) био је српски научник, роботичар. Бавио се информационим технологијама у медицини, медицинском роботиком и вјештачком интелигенцијом. Био је један од научника који су конструисали први српски дигитални компјутер 1960. године . Изумитељ је прве антропоморфне вјештачке шаке у свијету, познате као "Београдска шака". Ова бионичка шака конструисана је 1963. године на Институту Михајло Пупин.

## Биографија
Гимназију је похађао у Бачком Петровцу, Новом Врбасу и Сомбору. Од 1936. живи у Београду, где је завршио средњу школу. На Електротехнички факултет у Београду уписао се 1938. године. Био је учесник Народноослободилачког покрета Југославије од 1941. године, а 1942. био је ухапшен у Београду и послат у логору на Бањици и Сајмиште, одакле је даље одведен у рудник Трепча на принудни рад. Због ратних прилика прекинуо је студирање, а по свршетку рата дипломирао је 1946 године. Припадао је напредном студентском покрету. По завршетку Другог свјетског рата, пребачен је као капетана из ЈНА на Београдски универзитет.
Докторирао је у Српској академији наука и уметности 1952. године из области аналогних рачунара. До 1960. радио је у Институту „Борис Кидрич“ Винча, а од 1960. радио је дужи периоду у Институту „Михајло Пупин“ у Београду, гдје је оформио прву групу за роботику код нас. Био је један од твораца првог дигиталног рачунара направљеног у Социјалистичкој Федеративној Републици Југославији. Изумитељ је прве у свијету бионичке шаке назване Београдска шака. Шака је имала пет прстију који су имали сензоре за додир и могућност хватања упоредиву са данашњим. Представљала је претечу свих бионичких протеза и вјештачких помагала. Познат је и по рефлексном управљаном вјештачком кољена и хибридном систему са ненумеричким управљањем за рехабилитацију парализираних пацијената.
Објављивао је радове у домаћим и страним часописима; написао је преко 120 научних и стручних радова. Аутор је и коаутор 21 књиге у нашој земљи и иностранству (Француска, САД, Русија, Њемачка).
Доприноси теорији система и рачунарским наукама објављени су у следећим радовима са коауторима:
- An Adaptive Artificial Hand transactions;
- Finite State Approach to the Synthesis of Bioengineering Control Systems;
- Systems Approach to Muscle Control;
- Robot Control by Reflex Actions;
- Strategy for Grasp Synthesis with Multifingeres Robot hands;
- Hybrid Assistive System the Motor Neuroprosthesis;
- Неаналитичко управљање манипулаторима;
- Skill Based Artificial Intelligence Systems in Robotics.

Академик Рајко Томовић био је савјетник Организације за економску сарадњу европских земаља (OECD) и Уједињених нација за питања технолошког развоја. Био је један је од руководилаца међународних организација за аутоматско управљање и аналогне рачунаре. Учествовао је у примјењеним истраживањима у рехабилитационим центрима Мајамија, Ванкувера и Едмонтона на Теорији управљања функционалним покретима.
Поводом 100 година од његовог рођења у Галерији науке и технике САНУ приређена је изложба крајем октобра и научни скуп 1. новембра 2019. године.